# Willi Sturm
Wilhelm Sturm, detto Willi (Strekov, 28 gennaio 1928 – 5 agosto 1993), è stato un pallanuotista tedesco.
Ha fatto parte della Germania Ovest ai Giochi di Helsinki 1952 e della Squadra Unificata Tedesca ai Giochi di Melbourne 1956, dove, in entrambe le competizioni, ha disputato il torneo di pallanuoto.